# Weinmannia rutenbergii
Weinmannia rutenbergii là một loài thực vật có hoa trong họ Cunoniaceae. Loài này được Engl. miêu tả khoa học đầu tiên năm 1880.